# American Football Conference

Logo van de AFC

De American Football Conference (AFC) is een van de twee conferenties van de National Football League (NFL). De AFC is ontstaan in 1970, nadat de National Football League (NFL) en de American Football League (AFL) samengevoegd werden in de NFL. De kampioen van de AFC speelt de Super Bowl tegen de winnaar van de National Football Conference (NFC).

## Teams
In de AFC spelen zestien teams, verdeeld over vier divisies:

### AFC East
- Buffalo Bills
- Miami Dolphins
- New England Patriots
- New York Jets

### AFC North
- Baltimore Ravens
- Cincinnati Bengals
- Cleveland Browns
- Pittsburgh Steelers

### AFC South
- Houston Texans
- Indianapolis Colts
- Jacksonville Jaguars
- Tennessee Titans

### AFC West
- Denver Broncos
- Kansas City Chiefs
- Las Vegas Raiders
- Los Angeles Chargers

## Competitieverloop
Het seizoen in de NFL is onderverdeeld in het reguliere seizoen en de play-offs. Zowel in de AFC als de NFC ziet de structuur van een seizoen er hetzelfde uit.

### Reguliere seizoen
In beide conferences spelen de ploegen in het reguliere seizoen zestien wedstrijden. Voor de AFC worden de wedstrijden als volgt bepaald:
- 6 wedstrijden tegen de andere teams uit de divisie (twee wedstrijden tegen elk team).
- 4 wedstrijden tegen de teams uit een andere divisie van de AFC.
- 2 wedstrijden tegen de teams uit de andere twee divisies van de AFC, die vorig seizoen op dezelfde positie zijn geëindigd.
- 4 wedstrijden tegen de teams uit een divisie van de NFC.

Er is een rotatiesysteem voor de divisies waartegen de teams elk seizoen spelen. Dankzij dit systeem zijn teams verzekerd dat ze een AFC-team uit een andere divisie minstens eens in de drie jaar en een NFC-team minstens eens in de vier jaar treffen.

### Play-offs
Zes ploegen uit de AFC plaatsen zich voor de play-offs. Dit zijn de vier divisie-winnaars, aangevuld met de twee beste niet-winnaars (de wild cards). De divisie-winnaars zijn het eerste tot en met vierde reekshoofd, terwijl de wild cards nummer vijf en zes krijgen toegewezen. 
In de eerste ronde, de Wild Card Playoffs, hebben de twee beste divisie-winnaars een vrijstelling. De andere twee divisie-winnaars spelen thuis tegen de wild cards. De winnaars plaatsen zich voor de Divisional Playoffs, waarin ze een uitduel spelen tegen de beste divisie-winnaars. De ploegen die de Divisional Playoffs winnen, plaatsen zich voor de AFC Championship Game, waarin het thuisvoordeel voor het hoogste overgebleven reekshoofd is. De winnaar van deze wedstrijd kwalificeert zich vervolgens voor de Super Bowl, tegen de kampioen van de NFC.

## Erelijst
De winnaar van de AFC Championship Game plaatst zich voor de Super Bowl en ontvangt (sinds 1984) de Lamar Hunt Trophy, genoemd naar Lamar Hunt, de oprichter van de AFL. De New England Patriots zijn recordhouder met elf AFC-titels.
Hieronder staan alle wedstrijden om de AFC-titel. De winnaar is dikgedrukt aangegeven. Indien die ploeg dat seizoen ook de Super Bowl won, staat er (SB) achter.
| Seizoen | Datum            | Thuisploeg                | Score        | Uitploeg                  | Stadion, Stad                                    |
| ------- | ---------------- | ------------------------- | ------------ | ------------------------- | ------------------------------------------------ |
| 1970    | 3 januari 1971   | Baltimore Colts (SB)      | 27 - 17      | Oakland Raiders           | Memorial Stadium, Baltimore (MD)                 |
| 1971    | 2 januari 1972   | Miami Dolphins            | 21 - 0       | Baltimore Colts           | Miami Orange Bowl, Miami (FL)                    |
| 1972    | 31 december 1972 | Pittsburgh Steelers       | 17 - 21      | Miami Dolphins (SB)       | Three Rivers Stadium, Pittsburgh (PA)            |
| 1973    | 30 december 1973 | Miami Dolphins (SB)       | 27 - 10      | Oakland Raiders           | Miami Orange Bowl, Miami (FL)                    |
| 1974    | 29 december 1974 | Oakland Raiders           | 13 - 24      | Pittsburgh Steelers (SB)  | Oakland Coliseum, Oakland (CA)                   |
| 1975    | 4 januari 1976   | Pittsburgh Steelers (SB)  | 16 - 10      | Oakland Raiders           | Three Rivers Stadium, Pittsburgh (PA)            |
| 1976    | 26 december 1976 | Oakland Raiders (SB)      | 24 - 7       | Pittsburgh Steelers       | Oakland Coliseum, Oakland (CA)                   |
| 1977    | 1 januari 1978   | Denver Broncos            | 20 - 17      | Oakland Raiders           | Mile High Stadium, Denver (CO)                   |
| 1978    | 7 januari 1979   | Pittsburgh Steelers (SB)  | 34 - 5       | Houston Oilers            | Three Rivers Stadium, Pittsburgh (PA)            |
| 1979    | 6 januari 1980   | Pittsburgh Steelers (SB)  | 27 - 13      | Houston Oilers            | Three Rivers Stadium, Pittsburgh (PA)            |
| 1980    | 11 januari 1981  | San Diego Chargers        | 27 - 34      | Oakland Raiders (SB)      | Jack Murphy Stadium, San Diego (CA)              |
| 1981    | 10 januari 1982  | Cincinnati Bengals        | 27 - 7       | San Diego Chargers        | Riverfront Stadium, Cincinnati (OH)              |
| 1982    | 23 januari 1983  | Miami Dolphins            | 14 - 0       | New York Jets             | Miami Orange Bowl, Miami (FL)                    |
| 1983    | 8 januari 1984   | Los Angeles Raiders (SB)  | 30 - 14      | Seattle Seahawks          | Los Angeles Memorial Coliseum, Los Angeles (CA)  |
| 1984    | 6 januari 1985   | Miami Dolphins            | 45 - 28      | Pittsburgh Steelers       | Miami Orange Bowl, Miami (FL)                    |
| 1985    | 12 januari 1986  | Miami Dolphins            | 14 - 31      | New England Patriots      | Miami Orange Bowl, Miami (FL)                    |
| 1986    | 11 januari 1987  | Cleveland Browns          | 20 - 23 n.v. | Denver Broncos            | Cleveland Stadium, Cleveland (OH)                |
| 1987    | 17 januari 1988  | Denver Broncos            | 38 - 33      | Cleveland Browns          | Mile High Stadium, Denver (CO)                   |
| 1988    | 8 januari 1989   | Cincinnati Bengals        | 21 - 10      | Buffalo Bills             | Riverfront Stadium, Cincinnati (OH)              |
| 1989    | 14 januari 1990  | Denver Broncos            | 37 - 21      | Cleveland Browns          | Mile High Stadium, Denver (CO)                   |
| 1990    | 20 januari 1991  | Buffalo Bills             | 51 - 3       | Los Angeles Raiders       | Rich Stadium, Orchard Park (NY)                  |
| 1991    | 12 januari 1992  | Buffalo Bills             | 10 - 7       | Denver Broncos            | Rich Stadium, Orchard Park (NY)                  |
| 1992    | 17 januari 1993  | Miami Dolphins            | 10 - 29      | Buffalo Bills             | Joe Robbie Stadium, Miami Gardens (FL)           |
| 1993    | 23 januari 1994  | Buffalo Bills             | 30 - 13      | Kansas City Chiefs        | Rich Stadium, Orchard Park (NY)                  |
| 1994    | 15 januari 1995  | Pittsburgh Steelers       | 13 - 17      | San Diego Chargers        | Three Rivers Stadium, Pittsburgh (PA)            |
| 1995    | 14 januari 1996  | Pittsburgh Steelers       | 20 - 16      | Indianapolis Colts        | Three Rivers Stadium, Pittsburgh (PA)            |
| 1996    | 12 januari 1997  | New England Patriots      | 20 - 6       | Jacksonville Jaguars      | Foxboro Stadium, Foxborough (MA)                 |
| 1997    | 11 januari 1998  | Pittsburgh Steelers       | 21 - 24      | Denver Broncos (SB)       | Three Rivers Stadium, Pittsburgh (PA)            |
| 1998    | 17 januari 1999  | Denver Broncos (SB)       | 23 - 10      | New York Jets             | Mile High Stadium, Denver (CO)                   |
| 1999    | 23 januari 2000  | Jacksonville Jaguars      | 14 - 33      | Tennessee Titans          | Alltel Stadium, Jacksonville (FL)                |
| 2000    | 14 januari 2001  | Oakland Raiders           | 3 - 16       | Baltimore Ravens (SB)     | Network Associates Coliseum, Oakland (CA)        |
| 2001    | 27 januari 2002  | Pittsburgh Steelers       | 17 - 24      | New England Patriots (SB) | Heinz Field, Pittsburgh (PA)                     |
| 2002    | 19 januari 2003  | Oakland Raiders           | 41 - 24      | Tennessee Titans          | Network Associates Coliseum, Oakland (CA)        |
| 2003    | 18 januari 2004  | New England Patriots (SB) | 24 - 14      | Indianapolis Colts        | Gillette Stadium, Foxborough (MA)                |
| 2004    | 23 januari 2005  | Pittsburgh Steelers       | 27 - 41      | New England Patriots (SB) | Heinz Field, Pittsburgh (PA)                     |
| 2005    | 22 januari 2006  | Denver Broncos            | 17 - 34      | Pittsburgh Steelers (SB)  | Invesco Field at Mile High, Denver (CO)          |
| 2006    | 21 januari 2007  | Indianapolis Colts (SB)   | 38 - 34      | New England Patriots      | RCA Dome, Indianapolis (IN)                      |
| 2007    | 20 januari 2008  | New England Patriots      | 21 - 12      | San Diego Chargers        | Gillette Stadium, Foxborough (MA)                |
| 2008    | 18 januari 2009  | Pittsburgh Steelers (SB)  | 23 - 14      | Baltimore Ravens          | Heinz Field, Pittsburgh (PA)                     |
| 2009    | 24 januari 2010  | Indianapolis Colts        | 30 - 17      | New York Jets             | Lucas Oil Stadium, Indianapolis (IN)             |
| 2010    | 23 januari 2011  | Pittsburgh Steelers       | 24 - 19      | New York Jets             | Heinz Field, Pittsburgh (PA)                     |
| 2011    | 22 januari 2012  | New England Patriots      | 23 - 20      | Baltimore Ravens          | Gillette Stadium, Foxborough (MA)                |
| 2012    | 20 januari 2013  | New England Patriots      | 13 - 28      | Baltimore Ravens (SB)     | Gillette Stadium, Foxborough (MA)                |
| 2013    | 19 januari 2014  | Denver Broncos            | 26 - 16      | New England Patriots      | Sports Authority Field at Mile High, Denver (CO) |
| 2014    | 18 januari 2015  | New England Patriots (SB) | 45 - 7       | Indianapolis Colts        | Gillette Stadium, Foxborough (MA)                |
| 2015    | 24 januari 2016  | Denver Broncos (SB)       | 20 - 18      | New England Patriots      | Sports Authority Field at Mile High, Denver (CO) |
| 2016    | 22 januari 2017  | New England Patriots (SB) | 36 - 17      | Pittsburgh Steelers       | Gillette Stadium, Foxborough (MA)                |
| 2017    | 21 januari 2018  | New England Patriots      | 24 - 20      | Jacksonville Jaguars      | Gillette Stadium, Foxborough (MA)                |
| 2018    | 20 januari 2019  | Kansas City Chiefs        | 31 - 37 n.v. | New England Patriots (SB) | Arrowhead Stadium, Kansas City (MO)              |
| 2019    | 19 januari 2020  | Kansas City Chiefs (SB)   | 35 - 24      | Tennessee Titans          | Arrowhead Stadium, Kansas City (MO)              |
| 2020    | 24 januari 2021  | Kansas City Chiefs        | 38 - 24      | Buffalo Bills             | Arrowhead Stadium, Kansas City (MO)              |

### Meeste titels
| Ploeg                | Winst | Verlies | Seizoenen waarin AFC-titel werd gewonnen                         |
| -------------------- | ----- | ------- | ---------------------------------------------------------------- |
| New England Patriots | 11    | 4       | 1985, 1996, 2001, 2003, 2004, 2007, 2011, 2014, 2016, 2017, 2018 |
| Pittsburgh Steelers  | 8     | 8       | 1974, 1975, 1978, 1979, 1995, 2005, 2008, 2010                   |
| Denver Broncos       | 8     | 2       | 1977, 1986, 1987, 1989, 1997, 1998, 2013, 2015                   |
| Miami Dolphins       | 5     | 2       | 1971, 1973, 1973, 1982, 1984                                     |
| Las Vegas Raiders    | 4     | 7       | 1976, 1980, 1983, 2002                                           |
| Buffalo Bills        | 4     | 1       | 1990, 1991, 1992, 1993                                           |
| Indianapolis Colts   | 3     | 4       | 1970, 2006, 2009                                                 |
| Baltimore Ravens     | 2     | 2       | 2000, 2012                                                       |
| Kansas City Chiefs   | 2     | 2       | 2019, 2020                                                       |
| Cincinnati Bengals   | 2     | 0       | 1981, 1988                                                       |
| Tennessee Titans     | 1     | 4       | 1999                                                             |
| Los Angeles Chargers | 1     | 3       | 1994                                                             |
| New York Jets        | 0     | 4       |                                                                  |
| Cleveland Browns     | 0     | 3       |                                                                  |
| Jacksonville Jaguars | 0     | 3       |                                                                  |
| Seattle Seahawks     | 0     | 1       |                                                                  |

American Football Conference
National Football Conference
Super Bowl · Pro Bowl